# Elasmus genalis
Elasmus genalis är en stekelart som beskrevs av Graham 1995. Elasmus genalis ingår i släktet Elasmus och familjen finglanssteklar.
Artens utbredningsområde är:
- Frankrike.
- Spanien.

Inga underarter finns listade i Catalogue of Life.